# العلاقات البيلاروسية الغرينادية
العلاقات البيلاروسية الغرينادية هي العلاقات الثنائية التي تجمع بين روسيا البيضاء وغرينادا.

## مقارنة بين البلدين
هذه مقارنة عامة ومرجعية للدولتين:
| وجه المقارنة                                              | روسيا البيضاء                    | غرينادا                                |
| --------------------------------------------------------- | -------------------------------- | -------------------------------------- |
| المساحة (كم2)                                             | 207.60 ألف                       | 348                                    |
| عدد السكان (نسمة)                                         | 9.50 مليون                       | 107.83 ألف                             |
| الكثافة السكانية (ن./كم²)                                 | 45.76                            | 30.99 ألف                              |
| العاصمة                                                   | مينسك                            | سانت جورجز                             |
| اللغة الرسمية                                             | اللغة البيلاروسية، اللغة الروسية | لغة إنجليزية، إنكليزية غرنادة المولدة ‏ |
| العملة                                                    | روبل بلاروسي                     | دولار شرق الكاريبي                     |
| الناتج المحلي الإجمالي (بليون دولار)                      | 54.44 مليار                      | 1.12 مليار                             |
| الناتج المحلي الإجمالي (تعادل القوة الشرائية) بليون دولار | 168.35 مليار                     | 1.45 مليار                             |
| الناتج المحلي الإجمالي الاسمي للفرد دولار أمريكي          | 5.74 ألف                         | 9.21 ألف                               |
| الناتج المحلي الإجمالي للفرد دولار أمريكي                 | 18.18 ألف                        | 12.43 ألف                              |
| مؤشر التنمية البشرية                                      | 0.798                            | 0.750                                  |
| رمز المكالمات الدولي                                      | +375                             | +1473                                  |
| رمز الإنترنت                                              | .by، .бел                        | .gd                                    |
| المنطقة الزمنية                                           | ت ع م+03:00                      | 00                                     |

## منظمات دولية مشتركة
يشترك البلدان في عضوية مجموعة من المنظمات الدولية، منها:
| علم المنظمة | اسم المنظمة                               | تاريخ انضمام روسيا البيضاء | تاريخ انضمام غرينادا |
| ----------- | ----------------------------------------- | -------------------------- | -------------------- |
|             | الاتحاد البريدي العالمي                   | ?                          | ?                    |
|             | منظمة حظر الأسلحة الكيميائية              | ?                          | ?                    |
|             | الأمم المتحدة                             | 24 أكتوبر 1945             | 17 سبتمبر 1974       |
|             | وكالة ضمان الاستثمار متعدد الأطراف        | 3 ديسمبر 1992              | 12 أبريل 1988        |
|             | منظمة الشرطة الجنائية الدولية             | ?                          | ?                    |
|             | مؤسسة التمويل الدولية                     | 2 نوفمبر 1992              | 28 أغسطس 1975        |
|             | الاتحاد الدولي للاتصالات                  | 7 مايو 1947                | 17 نوفمبر 1981       |
|             | البنك الدولي للإنشاء والتعمير             | 10 يوليو 1992              | 27 أغسطس 1975        |
|             | المركز الدولي لتسوية المنازعات الاستشارية | 9 أغسطس 1992               | 23 يونيو 1991        |
|             | يونسكو                                    | 12 مايو 1954               | 17 فبراير 1975       |

## وصلات خارجية
- موقع وزارة الخارجية البيلاروسية